# 藤村晃輝
藤村 晃輝（ふじむら こうき、1989年1月26日 - ）は、テレビ大分のアナウンサー。

## 来歴・人物
大分県豊後大野市出身。法政大学自主マスコミ講座出身。
大学の同級生に静岡第一テレビの柴田将平、沖縄テレビの大城良太、声優の矢野奨吾。
2012年4月、同局に入社。同期のアナウンサーは井下育恵。
趣味は、モノマネ・カラオケ・食べること。

## 現在の担当番組
- ゆ〜わくワイド&News
- TOSニュース
- サタデーパレット

## 過去の出演番組
- スパーク魂